# Hypocala subsatura
Hypocala subsatura är en fjärilsart som beskrevs av Achille Guenée 1852. Hypocala subsatura ingår i släktet Hypocala och familjen nattflyn. Inga underarter finns listade i Catalogue of Life.

## Bildgalleri

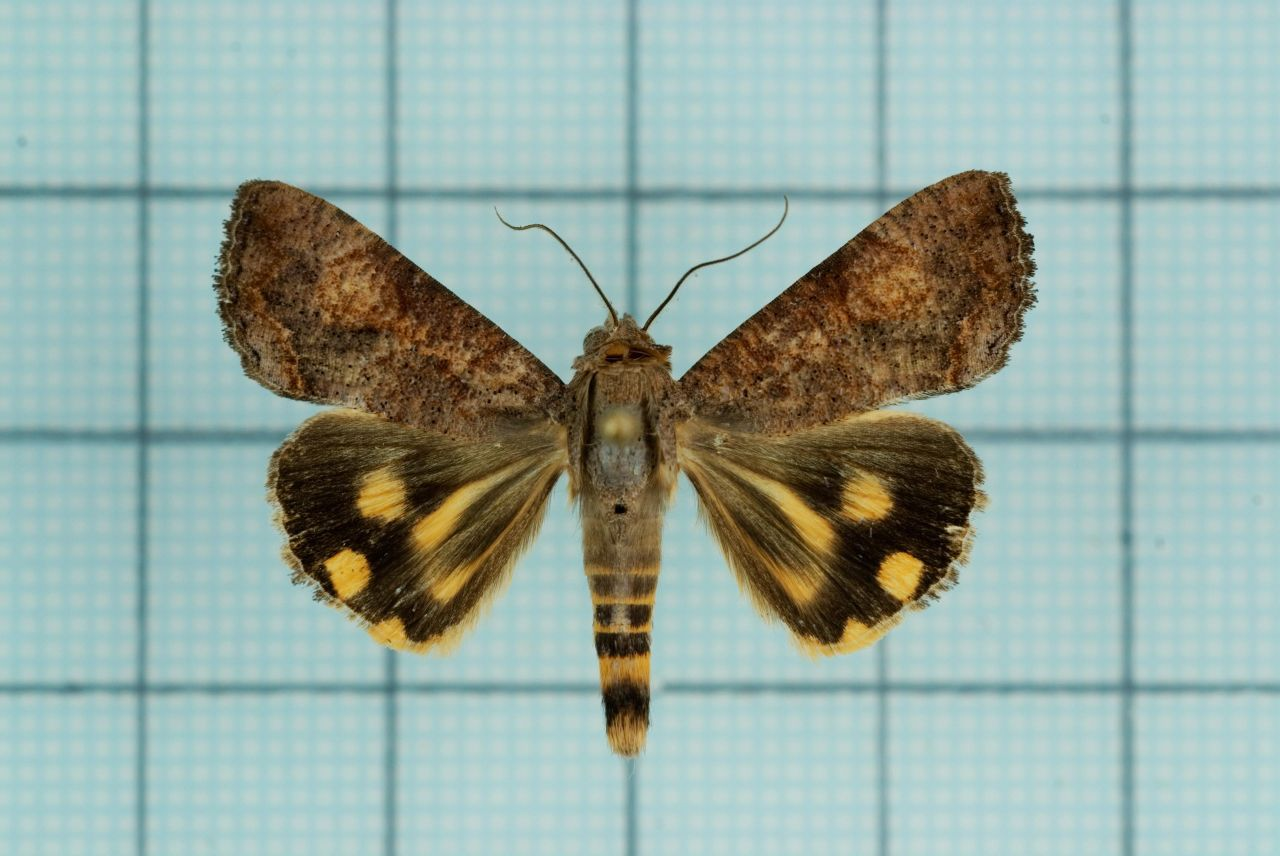
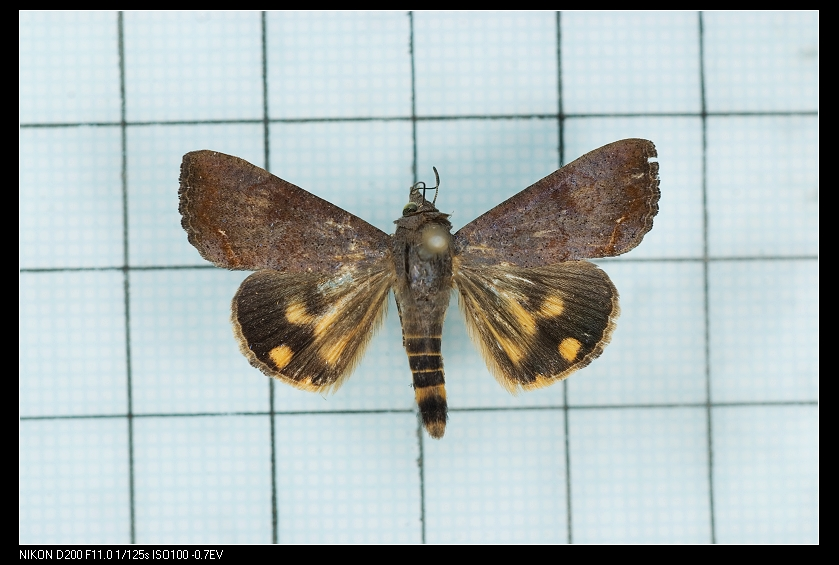
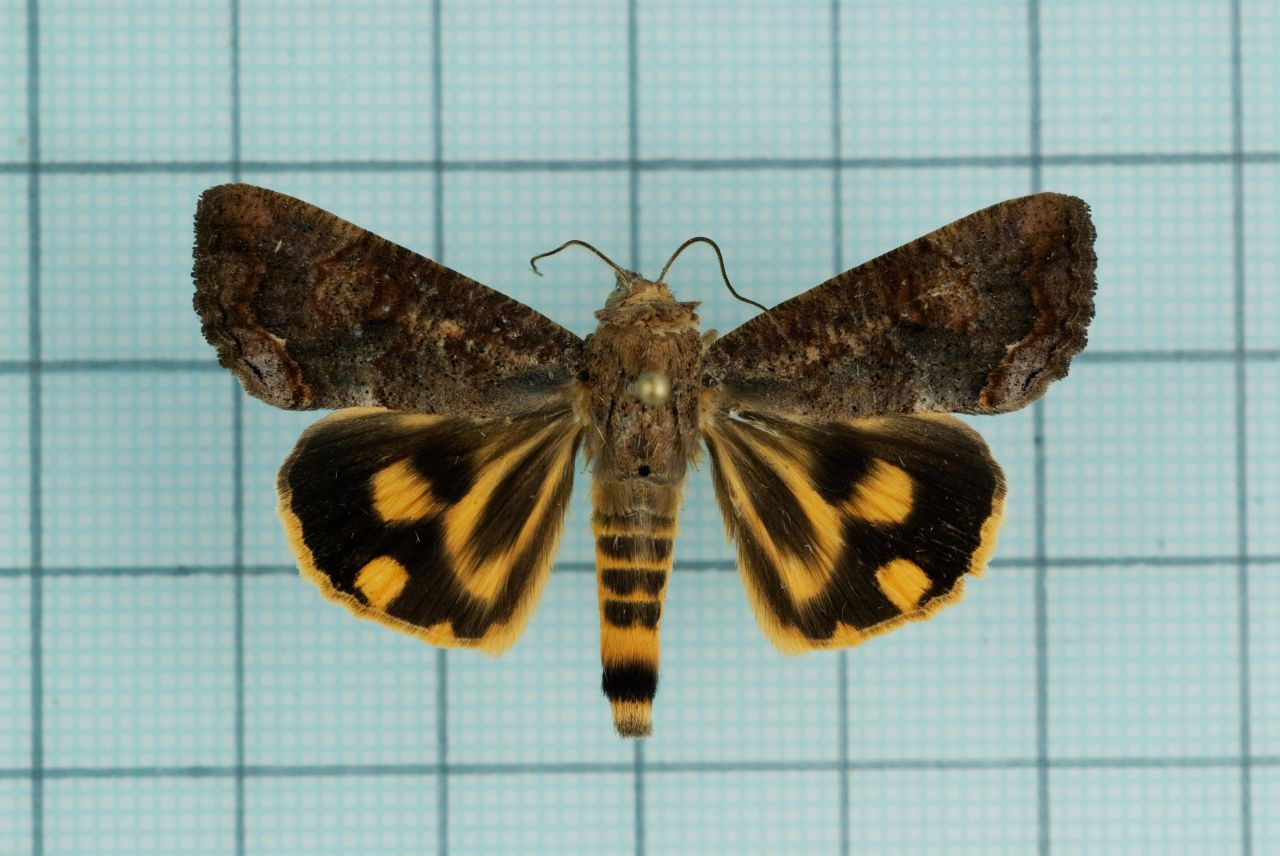
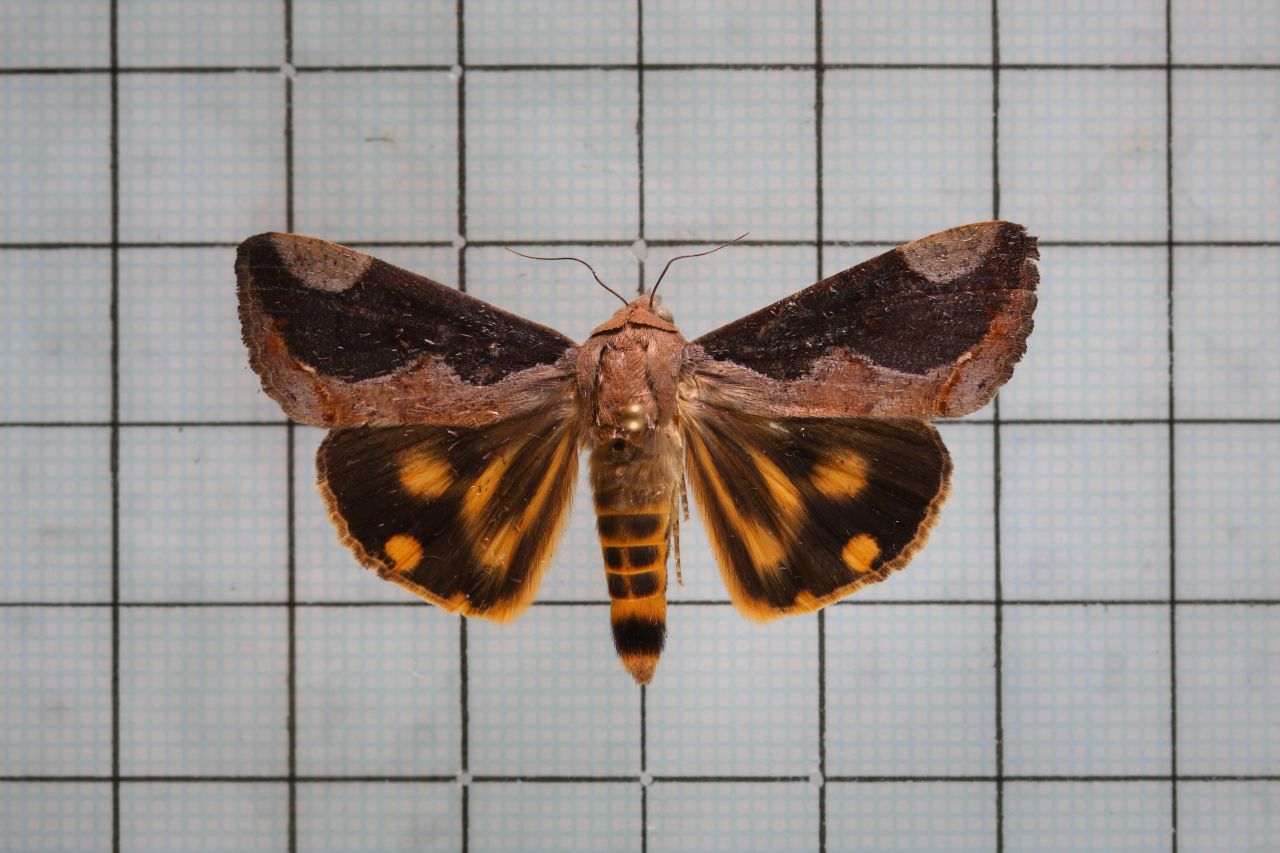
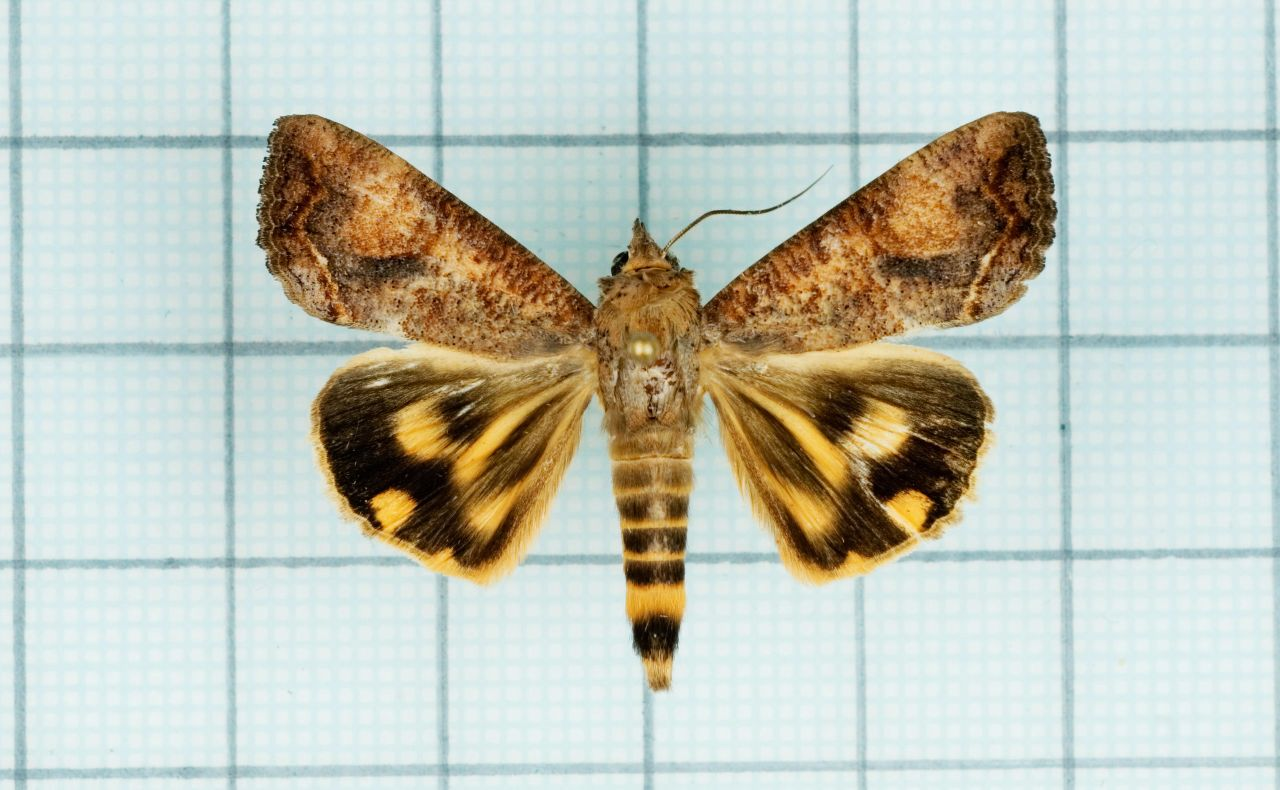
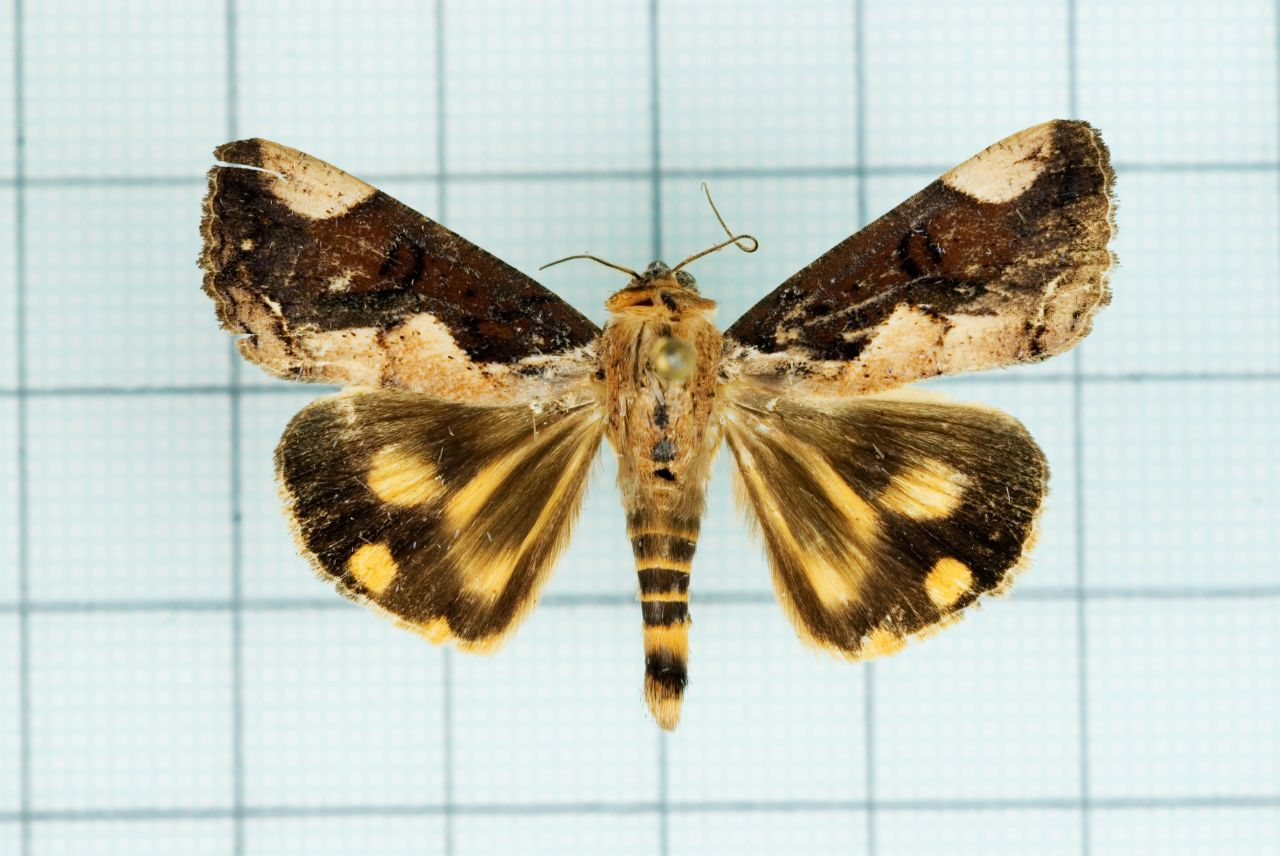